# Intelsat II F-2
O Intelsat II F-2 era um satélite de comunicação geoestacionário construído pela Hughes, ele era de propriedade da Intelsat, empresa atualmente sediada em Luxemburgo. O satélite foi baseado na plataforma HS-303A e sua vida útil estimada era de 3 anos.

## História
O Intelsat II F-2 fazia parte da série Intelsat II, que marcou à terceira geração de satélites de comunicações desenvolvido pela Hughes. Na época eles eram os maiores satélites já lançados em órbita síncrona para a operação comercial.
Os satélites Intelsat II, além de fornecer operação comercial, desde os serviços de apoio de comunicação para o programa de aterrissagem lunar tripulada da NASA. Os três satélites da série permaneceu em serviço contínuo durante todo o seu período de vida útil de três anos, eles estão agora aposentados.
O satélite Intelsat II F-2 foi lançada 1967, em órbita síncrona acima do Pacífico, perto da Linha Internacional de Data. A operação ligava estações terrestres nos Estados Unidos, Havaí, Austrália e Japão.
A superfície exterior do satélite foi coberta com 12,756 n/p de células solares de silício. Estes forneciam 85 Watts de energia elétrica, em condições normais de operação. Ele era equipado com 2 transponders.

## Lançamento
O satélite foi lançado com sucesso ao espaço no dia 11 de janeiro de 1967, às 10:55:00 UTC, por meio de um veículo Delta E1 a partir da Estação da Força Aérea de Cabo Canaveral, na Flórida, EUA. Ele tinha uma massa de lançamento de 162 kg.